# José Arechabala
José Arechabala Aldama (Gordejuela, Vizcaya, España, 9 de noviembre de 1847 - Cárdenas, Matanzas, Cuba, 15 de marzo de 1923) fue un empresario español que fundó la destilería La Vizcaya en Cárdenas en 1878, que más tarde se convertiría en José Arechabala S.A. y lanzaría el ron Havana Club en 1934.

## Biografía
Era el sexto hijo de una familia de Gordejuela, quien emigró a Cuba con 15 años y donde se convirtió en uno de los mayores industriales de la isla. En el mismo barco que le llevaba a Cuba en 1862 (el 'Hermosa de Trasmiera', con matrícula de Santander) se puso a servir como cocinero en sustitución del anterior, quien resultó herido en una tormenta durante la travesía. Al desembarcar en Cuba se presentó a un familiar suyo, Antonio Galíndez, por aquel entonces uno de los grandes empresarios de la producción y comercio azucareros de la provincia de Matanzas y para quien empezaría a trabajar. En 1869 comenzó a trabajar para "Casa Bea", empresa dedicada a la ferretería, banca y consignación de buques y propiedad de Julián de Zulueta, importante político y empresario, quien más tarde llegaría a ser alcalde de La Habana. Gracias a su buen trabajo, José causó buena impresión y en 1873 fue nombrado apoderado de los negocios que el mismo Zulueta tenía en Cárdenas. En 1874 contrajo matrimonio con Carmen Hurtado de Mendoza, con quien tuvo cinco hijos.
En 1878 fundó una destilería con el nombre de La Vizcaya, donde comenzó a destilar ron y otros licores. La industria prosperó de tal manera que pudo rehacerse al huracán que azotó Cárdenas en 1888 y los daños que tuvo, de más de 50.000 $ de la época. A principios del siglo XX la fábrica en Cárdenas ya tenía acceso al ferrocarril y se había ampliado para disponer de varias calderas y columnas de destilación, y los negocios se iban ampliando para incluir refinerías de azúcar, fábricas de confituras, astilleros e incluso plantas de producción de combustible. Al mismo tiempo, la compañía dedicaba muchos esfuerzos a las mejoras sociales en Cárdenas y entre otras cosas, contribuía al asfaltado de calles, proporcionaba becas de estudio para jóvenes cardenenses e hijos de empleados o construía un teatro. En 1919 fue nombrado Hijo Adoptivo de Cárdenas. 
En 1921 la compañía fue incorporada con el nombre de José Arechabala S.A. y fue nombrado presidente de la misma. Esta empresa fue la que lanzó en 1934 el ron Havana Club y continuó produciéndolo hasta el expolio de la misma por la revolución cubana el 31 de diciembre de 1959. Su fundador falleció el 15 de marzo de 1923, a las 06:30 de la mañana, apenas unos minutos después de comenzar el turno de trabajo en Arechabala y haber enviado a sus hijos a la planta diciendo "¡A trabajar muchachos, ha sonado el pito!"